# 1905电影网
1905电影网是电影频道 (CCTV-6)旗下的影视服务网站，成立于2004年。

## 名称
1905年被认为是中国电影的元年，那一年中国拍摄了第一部电影《定军山》。